# Wagneriana heteracantha
Wagneriana heteracantha är en spindelart som först beskrevs av Cândido Firmino de Mello-Leitão 1943.  
Wagneriana heteracantha ingår i släktet Wagneriana och familjen hjulspindlar. Inga underarter finns listade i Catalogue of Life.